# リバティ郡 (フロリダ州)
リバティ郡（リバティぐん、英: Liberty County）は、アメリカ合衆国フロリダ州の北部に位置する郡である。2010年国勢調査での人口は8,365人であり、2000年の7,021人から19.1%増加した。フロリダ州67郡の中で人口、人口密度ともに最小の郡である。郡庁所在地はブリストル市（人口996人）であり、同郡で人口最大の都市でもある。
アパラチコラ国立の森が郡領域の半分を占めている。

## 歴史
リバティ郡は1855年に設立された。郡名はアメリカ人の理想とする自由から採られた。

## 地理
アメリカ合衆国国勢調査局に拠れば、郡域全面積は843.16平方マイル (2,183.8 km2)であり、このうち陸地835.87平方マイル (2,164.9 km2)、水域は7.29平方マイル (18.9 km2)で水域率は0.86%である。西側郡境はアパラチコラ川になっている。

### 隣接する郡
- ガズデン郡 - 北東
- ワクラ郡 - 東
- レオン郡 - 東
- フランクリン郡 - 南
- ガルフ郡 - 南西
- カルフーン郡 - 西
- ジャクソン郡 - 北西

### 国立保護地域
- アパラチコラ国立の森（部分）

## 人口動態
以下は2000年の国勢調査による人口統計データである。
| 基礎データ - 人口: 7,021人 - 世帯数: 2,222 世帯 - 家族数: 1,533 家族 - 人口密度: 3人/km2（8人/mi2） - 住居数: 3,156軒 - 住居密度: 1軒/km2（4軒/mi2） 人種別人口構成 - 白人: 76.41% - アフリカン・アメリカン: 18.43% - ネイティブ・アメリカン: 1.81% - アジア人: 0.14% - その他の人種: 2.08% - 混血: 1.13% - ヒスパニック・ラテン系: 4.50% | 年齢別人口構成 - 18歳未満: 21.8% - 18-24歳: 9.4% - 25-44歳: 37.7% - 45-64歳: 21.0% - 65歳以上: 10.2% - 年齢の中央値: 35歳 - 性比（女性100人あたり男性の人口） - 総人口: 144.9 - 18歳以上: 159.5 世帯と家族（対世帯数） - 18歳未満の子供がいる: 34.2% - 結婚・同居している夫婦: 51.8% - 未婚・離婚・死別女性が世帯主: 13.2% - 非家族世帯: 30.1% - 単身世帯: 25.9% - 65歳以上の老人1人暮らし: 10.6% - 平均構成人数 - 世帯: 2.51人 - 家族: 3.00人 | 収入と家計 - 収入の中央値 - 世帯: 28,840米ドル - 家族: 34,244米ドル - 性別 - 男性: 22,078米ドル - 女性: 22,661米ドル - 人口1人あたり収入: 17,225米ドル - 貧困線以下 - 対人口: 19.9% - 対家族数: 16.8% - 18歳未満: 24.3% - 65歳以上: 24.3% |

## 都市と町

### 法人化自治体
1. ブリストル市 - 郡庁所在地

### 未編入の町
1. エスティファナルガ
2. ホスフォード
3. オレンジ
4. ロックブラフ
5. スマトラ
6. テロージャ
7. ホワイトスプリングス
8. ウィルマ
9. ウッズ

## 政治
リバティ郡は郡全体を選挙区として選出される5人の委員で構成される郡政委員会によって運営されている。

### 政府関連
- Liberty County Board of County Commissioners
- Liberty County Supervisor of Elections
- Liberty County Property Appraiser
- Liberty County Election's Office
- Liberty Liberty County Tax Collector
- Liberty County Emergency Management

### 特殊地区
- Liberty County School Board
- Liberty County High School
- Northwest Florida Water Management District

### 司法関連
- Liberty County Clerk of Courts
- Public Defender, 2nd Judicial Circuit of Florida serving  Franklin, Gadsden, Jefferson, Leon, Liberty, and Wakulla counties
- Office of the State Attorney, 2nd Judicial Circuit of Florida
- Circuit and County Court for the 2nd Judicial Circuit of Florida

### 観光
- Liberty County Chamber of Commerce

座標: 北緯30度14分 西経84度53分 / 北緯30.23度 西経84.89度